# Pedopornografia
La pedopornografia è la pornografia (ossia la rappresentazione di atti sessuali) in cui sono raffigurati soggetti pre-puberali.
La pedopornografia viene spesso erroneamente confusa con la pornografia minorile, ossia il materiale pornografico in cui sono coinvolti individui che, pur non avendo ancora raggiunto la maggiore età, hanno già subito le trasformazioni fisiche e mentali proprie della pubertà. Tale confusione nasce probabilmente dal fatto che in molte legislazioni viene considerata illegale e punita non la pedopornografia in quanto tale, ma più in generale qualsiasi forma di pornografia minorile, ossia la produzione, distribuzione e detenzione di materiale pornografico coinvolgente minori.
Vi è inoltre da considerare che, a seconda delle interpretazioni nazionali, anche prodotti della fantasia, quali fumetti o opere artistiche, possono essere ricondotti alla pedopornografia. Ad esempio, secondo il "Protocollo facoltativo alla Convenzione di New York" dell'Organizzazione delle Nazioni Unite del 2000, è definibile pedopornografia "qualsiasi rappresentazione di fanciulli, indipendentemente dal mezzo utilizzato, coinvolti in attività sessuali esplicite, reali o simulate, e qualsiasi rappresentazione di organi sessuali di fanciulli a scopi prevalentemente sessuali".

## Legislazione
L'articolo 34 della Convenzione internazionale sui diritti dell'infanzia ha dichiarato che tutti i firmatari s'impegnano ad adottare misure appropriate per evitare lo sfruttamento di minorenni in qualsiasi materiale o spettacolo pornografico. Il protocollo facoltativo impone agli Stati di mettere al bando la "produzione, distribuzione, diffusione, importazione ed esportazione; l'offrire, vendere o detenere pornografia minorile.
Nel 2008 esistevano leggi specifiche in materia di pedopornografia in 94 paesi tra i 187 aderenti all'Interpol; di questi, 58 di essi criminalizzavano oltre alla produzione anche il possesso di materiale pedopornografico, indipendentemente dall'uso privato o commerciale che se ne potesse fare. Questa cifra non tiene conto dei paesi che invece hanno legiferato per il divieto di tutta la pornografia, senza distinzione alcuna per l'età dei soggetti coinvolti. Alcune nazioni come Canada ed Australia hanno leggi che vietano anche il fumetto o il manga che rappresenti la pedopornografia, in altri vi è richiesta all'Internet Service Provider di un servizio di monitoraggio del traffico Internet per poterla rilevare. Nei paesi dell'ex Unione Sovietica, nella maggior parte di quelli africani subsahariani, ma anche in Argentina, Venezuela, Birmania, Thailandia e Giappone il semplice possesso (per fini personali e non per smercio) di materiale pedopornografico non costituisce reato.
Le condanne penali per il possesso di materiale pedopornografico, laddove ciò costituisca reato, includono solitamente una pena detentiva, che nella maggior parte dei casi si converte presto in libertà vigilata se non c'è recidiva.

La convenzione del Consiglio d'Europa sulla criminalità informatica è divenuta attiva nel 2006; essa richiede agli stati membri firmatari di criminalizzare tutti gli aspetti che includano pedopornografia.

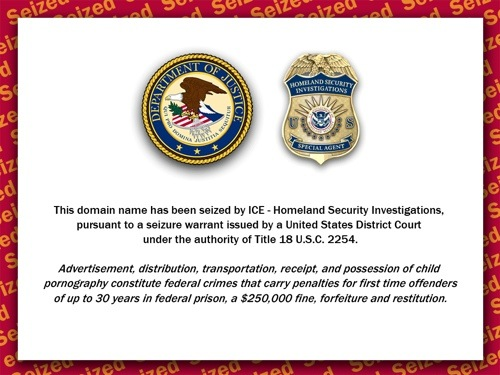
Banner di avvertenza per l'Operation Protect Our Children

Dal 2022 è in discussione una proposta di Regolamento dell'Unione Europea noto anche con il nome di Chat Control. 

### In Italia
La norma codicistica italiana intende come pedopornografico quel materiale che "ritrae o rappresenta visivamente un minore implicato o coinvolto in una condotta sessualmente esplicita, quale può essere anche la semplice esibizione lasciva dei genitali o della regione pubica". Dal 2 marzo 2006 ciò si applica anche a fotomontaggi, fotoritocchi e in generale a immagini fotorealistiche realizzate utilizzando scatti o parti di scatti di soggetti minorenni. Questo si applica per attività sessuali e analoghe e anche se i fotomontaggi non ritraggono scene realmente accadute. Tuttavia, a differenza di altri Paesi, la legge italiana non si applica ai disegni che siano chiaramente distinguibili come tali (per esempio lolicon o shotacon) e non come fotorealistici. La legge infatti recita chiaramente che "per immagini virtuali si intendono quelle realizzate ritoccando foto di minori o parti di esse con tecniche di elaborazione grafica [...] la cui qualità di rappresentazione fa apparire come vere situazioni non reali".
In Italia il semplice possesso di materiale pornografico coinvolgente minori costituisce reato e per i soggetti coinvolti è prevista come pena accessoria l'interdizione a vita dall'attività nelle scuole e negli uffici o servizi in istituzioni o strutture prevalentemente frequentate da minori. Attualmente il multaggio in Italia può andare dai 30.000 euro fino ai cinque anni di reclusione.

## La pedopornografia sul web

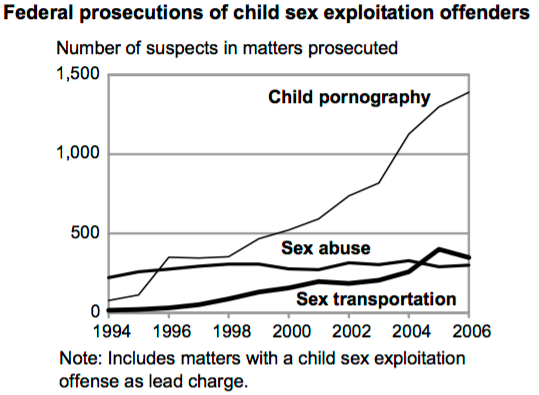
Comparazione di procedimenti giudiziari federali per pedopornografia, abuso e traffico sessuale

È accesa la polemica su quanto il Web abbia incentivato o reso più facile la pedopornografia o su quanto renda più evidente un fenomeno prima sommerso. Numerosi motori di ricerca o fornitori di servizi di rete, inoltre, hanno attività di censura del materiale pedopornografico.
Dall'anno 2001 l'Interpol ha raccolto e vagliato oltre 250 000 immagini pedo-pornografiche reperite dal Web. Secondo gli ultimi dati forniti dalle forze dell'ordine, oltre il 70% di queste proviene da siti e spazi Web e solo una minima parte da spam, newsgroup e reti peer-to-peer. Analizzando il materiale raccolto è emerso che le vittime sono ripartite tra bambini e bambine. Oltre la metà sono bambine coinvolte in attività esplicite o che subiscono evidente violenza sessuale. Inoltre il 40% delle bambine e oltre il 50% dei maschi ha un'età compresa tra i 9 e i 12 anni, il 10% del totale presenta un'età addirittura inferiore. La maggioranza delle vittime ha tratti indo-europei e solo secondariamente orientali. Nonostante gli sforzi dei molti Paesi che collaborano alle indagini, solo una cifra esigua di minori che subisce violenza viene attualmente identificata (circa 300 in 19 Paesi).
Secondo il rapporto dell'Associazione Meter di don Fortunato Di Noto, nel 2018 i paesi col maggior numero di link segnalati e di portali registrati a carattere pedopornografico erano Tonga, l'isola di Guernsey e il Territorio Britannico dell'Oceano Indiano. Il maggior numero di casi segnalati in Europa ha interessato Francia e Albania.
Nel settembre 2018, Google ha concesso alle organizzazioni non governative e alle forze di polizia un'applicazione di video-riconoscimento facciale capace di analizzare le immagini e identificare i contenuti a carattere pedopornografico.